# Karsten Brüggemann

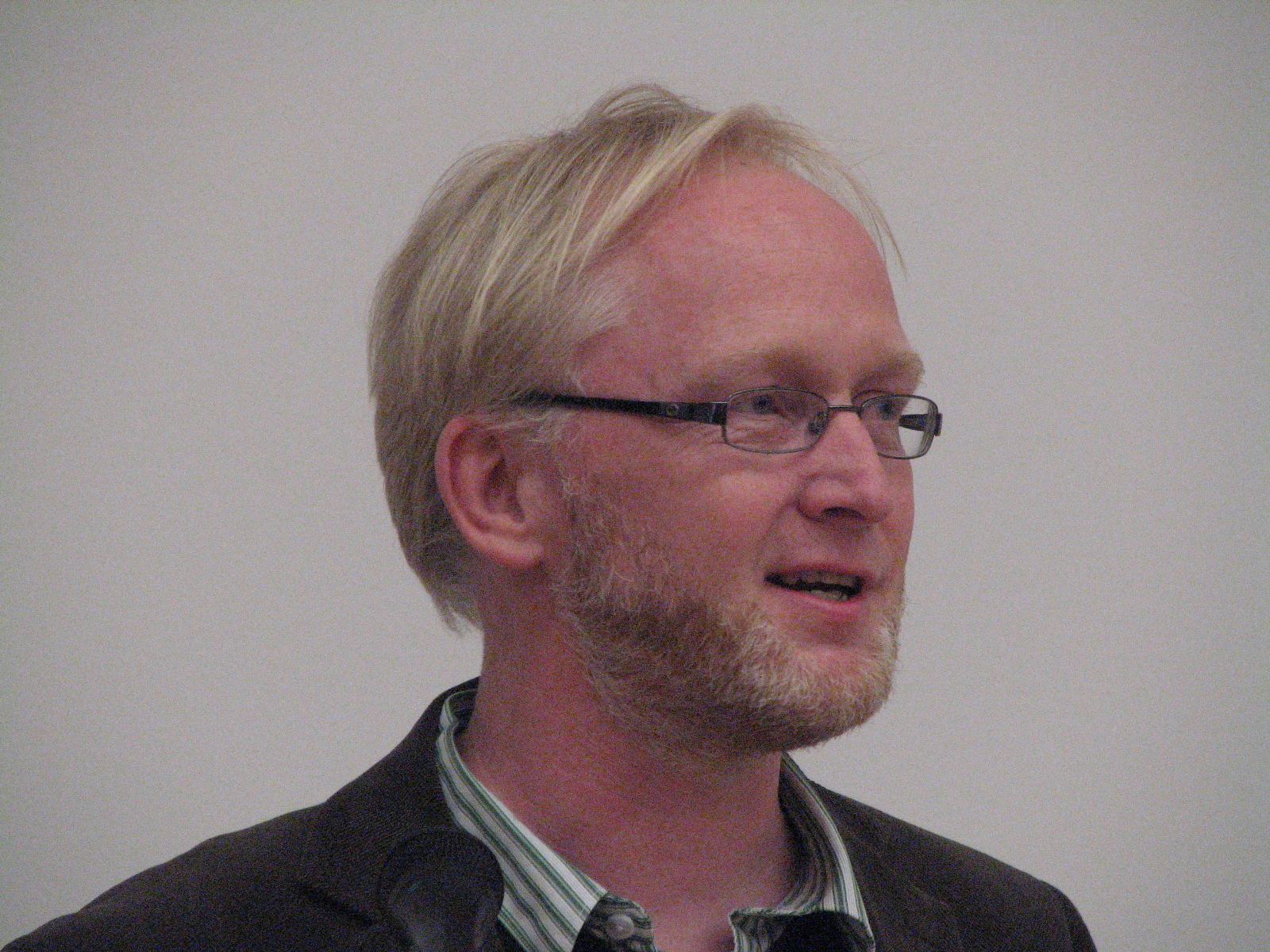
Karsten Brüggemann (2011)

Karsten Brüggemann (* 1. Dezember 1965) ist ein deutscher Historiker und Hochschullehrer an der Universität Tallinn.
Brüggemann studierte ab 1986 Geschichte an der Universität Hamburg. 1999 wurde er hier mit einer Dissertation über die Gründung der Republik Estland zum Dr. phil. promoviert. Er lehrte als Dozent in Hamburg, Tartu und verschiedenen Hochschulen in Deutschland. 2008 wurde er zum Professor für Estnische und Allgemeine Geschichte an die Universität Tallinn berufen.
Seit 2007 ist er zusammen mit Ralph Tuchtenhagen und Konrad Maier (verstorben 2013) Leiter des internationalen Forschungsprojekts Das Baltikum. Geschichte einer europäischen Region und Mitherausgeber des dreibändigen Handbuchs der Geschichte der baltischen Länder. Er ist einer von zwölf Herausgebern der Zeitschrift für Ostmitteleuropa-Forschung. Mit Mati Laur ist er Herausgeber der Zeitschrift Forschungen zur baltischen Geschichte.

## Schriften
- Die Gründung der Republik Estland und das Ende des „Einen und unteilbaren Rußland“. Die Petrograder Front des russischen Bürgerkriegs 1918–1920. Wiesbaden: Harrassowitz 2002 (= Veröffentlichungen des Osteuropa-Instituts München: Reihe Forschungen zum Ostseeraum. Bd. 6). Zugl.: Hamburg, Universität, Dissertation, 1999, ISBN 3-447-04481-0.
- (Hrsg.) Von Krieg zu Krieg, von Sieg zu Sieg. Motive des sowjetischen Mythos im Massenlied der 1930er Jahre. Einführung, Texte, Übersetzungen. Hamburg: Kovač 2002 (= Hamburger Beiträge zur Geschichte des östlichen Europa. Bd. 9), ISBN 3-8300-0493-1.
- (Hrsg.) Narva und die Ostseeregion. Beiträge der II. Internationalen Konferenz über die politischen und kulturellen Beziehungen zwischen Russland und der Ostseeregion (Narva, 1.–3. Mai 2003) = Narva and the Baltic sea region. Narva: Narva Kolledž 2004 (Tartu Ülikool: Studia humaniora et paedagogica Collegii Narovensis. Bd. 1), ISBN 9985-4-0417-3.
- (Hrsg.) Europa der Regionen. Der Finnische Meerbusen: Esten, Deutsche und ihre Nachbarn. München: Meidenbauer 2007 (= Colloquia Baltica. Bd. 11), ISBN 978-3-89975-065-2.
- (mit Ralph Tuchtenhagen) Tallinn. Kleine Geschichte der Stadt. Köln/Weimar/Wien: Böhlau 2011, ISBN 978-3-412-20601-7.
- (Hrsg. mit Bradley D. Woodworth) Russland an der Ostsee. Imperiale Strategien der Macht und kulturelle Wahrnehmungsmuster (16. bis 20. Jahrhundert) / Russia on the Baltic. Imperial Strategies of Power and Cultural Patterns of Perceptio (16th – 20th centuries). Köln/Weimar/Wien: Böhlau 2012, ISBN 978-3-412-20671-0.
- (Hrsg. mit Ralph Tuchtenhagen und Anja Wilhelmi) Die Staaten Estland, Lettland und Litauen. Hiersemann, Stuttgart 2020.
- mit Norbert Angermann: Geschichte der baltischen Länder. Ditzingen: Reclam 2022.